# Dieze
La Dieze  è un breve corso d'acqua (5 km) che scorre nella regione del Brabante Settentrionale, nei Paesi Bassi.

## Geografia
La Dieze nasce dalla confluenza dei fiumi Dommel, Aa e del canale dello Zuid-Willemsvaart a nord del centro di Boscoducale (o Bois-le-Duc), passa per il lago di Ertveld Plas, poi ad est di Engelen, ove se ne distacca il Canale di Henriëttewaard, e quindi si getta nell'acque della Mosa, nel territorio dell'antico comune di Empel en Meerwijk (oggi parte di Boscoducale).

## Storia
Da un punto di vista storico, Dieze è l'antico nome di un affluente del Dommel, che oggi è denominato Run o Esschestroom. Nel medioevo la Dieze (Esschestroom) era considerata come il braccio principale alla sua confluenza con il Dommel, ragione per cui il fiume a valle di Halder si chiamava anch'esso Dieze. Alla confluenza con l'Aa fu sempre ritenuta il corso d'acqua principale e conservò questo nome per lungo tempo. Già a quell'epoca la parte della Dieze situata intra muros del comune di Boscoducale era chiamata Binnendieze, o "Dieza interna".
Successivamente il Dommel venne considerato affluente principale e la parte fra Halder e Boscoducale prese il nome di Dommel. Solo il troncone a valle della confluenza del Dommel, dell'Aa e del canale Zuid-Willemsvaart ha mantenuto il nome di Dieze.